# Ульпия Траяна
Ульпия Траяна (позднее Ульпия Траяна Сармизегетуза, лат. Colonia Ulpia Traiana Augusta Dacica Sarmizegetusa) — столица и крупнейший город Римской Дакии. Возведена в период между 106—111 годами в 8 км от стратегически важного горного прохода Тапы (Железные ворота Трансильвании).

## История
Поначалу использовалась как важный римский военный лагерь (каструм). Здесь расположился V Македонский легион Римской империи. Легион должен был охранять местные золотые прииски, а также дорогу, по которой золото перевозилось в Рим. Началась романизация местного населения, возведение гражданских, административных и торговых построек. Население города состояло в основном из вышедших в отставку военных и их семей, часто смешанного происхождения, хотя в целом преобладали римские колонисты. Своё первое название Ульпия Траяна получила в честь императора Траяна, родом из Испании. Город быстро рос, став сначала колонией, а вскоре получив престижный статус Юс Италикум в рамках италийского права империи. К концу II века он занимал площадь в 30 га и имел почти 30 тыс. население, развитую систему гражданской инфраструктуры и оборонительных сооружений, не уступая, таким образом, по уровню своего развития ни одному из провинциальных центров на западе империи. В 222—235 гг. город именовался метрополисом (мегаполисом). В самой Римской Дакии по размерам и значению с ним могла конкурировать только Напока.

## Расцвет и упадок
Для большей торжественности император Адриан дал колонии полное имя Ульпия Траяна Августа Дакийская Сармизегетуза, чтобы подчеркнуть историческую преемственность новой столицы и старой дакийской крепости Сармизегетуза, развалины которой располагались в 50 км к востоку от г. Ульпия-Траяна. В центре римской столицы расположился форум с прилегающим к нему обширным дворцом августалиев — жрецов культа римских императоров Августов. Имелся также большой амфитеатр. В конце III века разгромлена готами. После ухода римлян из Дакии после 271 года Ульпия-Траяна резко запустела, хотя, по-видимому, была частично обитаема до начала V века. Между III и V веками остававшееся в городе романское население полностью его покинуло и рассеялось по соседним холмам. Римский топоним не сохранился. В отличие от других римских поселений (напр. Апулум, Напока), город никогда больше не возродился, даже после прихода других народов.